# دمیردوور (پوسوف)
دمیردوور (به ترکی استانبولی: Demirdöver) یک منطقهٔ مسکونی در ترکیه است که در پوسوف واقع شده‌است.